# Burg Blumenau
Die Burg Blumenau ist eine abgegangene Niederungsburg bei dem Weiler Kohlhauser, einem heutigen Stadtteil von Wangen im Allgäu im Landkreis Ravensburg in Baden-Württemberg.

## Geografische Lage
Auf einem heutigen beackerten Hügel rund 250 Meter nördlich vom Weiler Kohlhauser, nordnordöstlich von Wangen im Allgäu befindet sich ein fünf Meter hoher, abgerundeter Hügel auf dem die Burg gestanden hat. 

## Geschichte
Wer die Erbauer der Anlage waren, ist nicht sicher, so werden die Vögte von Summerau als Bauherren vermutet, die Burg könnte eine Vorgängeranlage der Burg Leupolz gewesen sein, oder auch als Nebensitz von den sanktgallischen Ministerialen von Prassberg erbaut worden sein.
Geschichtliche Erwähnungen der Burg sind ebenfalls nur wenige bekannt, die Bezeichnung Blumenau erscheint erstmals im Jahr 1394, dabei wird aber keine Burg oder ein zugehöriger Adel genannt. Vor dem Jahr 1419 wurde die Burg erstmals selbst erwähnt, allerdings war sie zu der Zeit schon zerstört: das Guot zu dem Blumnow, daz Burgstal und Zehendstadel mit aller Zugehörd. Sie war sanktgallisches Lehen von Heinrich und Rudolf Gremlich sowie von ihrem Oheim Hildebrand Sürg. Sie verkauften ihr Lehen im Jahr 1419 an Andreas Wer(k)meister, einem Dienstmann des Klosters St. Gallen, der dann auch vom Abt des Klosters mit dem Burgstall sowie dem Hoff zum Stadler zu Blumenau belehnt wurde. 1433 kaufte dann Ytal Humpis den Burgstall, den Bauhof mit dem Hof zu Stadel darunter als Lehen Pluomnow vom Kloster für 221 Pfund Pfennige von Agatha W.in und ihrem Ehemann Hans Lind aus Konstanz ab.
Wann die Burg abgebrochen wurde, ist nicht bekannt.
Auf dem Burghügel befindet sich ein Gedenkstein.